# Lausanne (huyện)
| District de Lausanne (2008)                          | District de Lausanne (2008) |
| Thông tin chung                                      | Thông tin chung             |
| ---------------------------------------------------- | --------------------------- |
| Bang:                                                | Waadt                       |
| Thủ phủ:                                             | Lausanne                    |
| BFS-Nr.:                                             | 2225                        |
| Diện tích:                                           | 65.15 km²                   |
| Dân số:                                              | 140504 (2007)               |
| Mật độ dân số:                                       | 2156.62 người/km²           |
| Bản đồ                                               |                             |
| 290px\|center\|Karte von District de Lausanne (2008) |                             |

Kategorie:Schweizer Bezirk

Huy hiệu của huyện Lausanne

Lausanne là một huyện ở bang Vaud, Thụy Sĩ. Thủ phủ huyện là thành phố Lausanne.
Huyện này có các đô thị sau:
- Cheseaux-sur-Lausanne
- Epalinges
- Jouxtens-Mézery
- Lausanne
- Le Mont-sur-Lausanne
- Romanel-sur-Lausanne